# Bruindeer
De particuliere polder Bruindeer was een polder nabij Exmorra, die een bestuursorgaan was van 1925 tot 1984. 
Het polderbestuur bestond uit vijf personen, gekozen door langeigenaren en -gebruikers, en regelde de bemaling door aanvankelijk windmotoren, later door dieselgeneratoren. In 1983 naam waterschap It Marnelân deze taak over, waarna in 1984 de polder werd opgeheven. Sinds 2004 valt de polder onder Wetterskip Fryslân.